# Rod Robbie
Roderick George Robbie (15 de septiembre de 1928 - 4 de enero de 2012) fue un arquitecto canadiense. Fue conocido por sus diseños en la Expo 67 y su edificio más emblemático, el Rogers Centre.
Nacido en Poole, Inglaterra, Rod Robbie fue el presidente de Robbie Young + Wright / IBI Group Architects. Logró el reconocimiento como resultado de su papel como arquitecto del Rogers Centre en Toronto. Tenía una experiencia considerable en programación y arquitectura combinada con un conocimiento técnico detallado del rendimiento industrial y de laboratorio.
En 2003, fue nombrado Oficial de la Orden de Canadá como "un arquitecto conocido por su innovación". En 1989, fue nombrado miembro del Instituto Real de Arquitectura de Canadá.
En 2001, fue premiado de la Universidad de Dalhousie.
Formado como un arquitecto y planificador en los años de posguerra en Inglaterra, Roderick Robbie comenzó su carrera profesional con British Rail en 1951. Cuando emigró a Canadá cinco años después, trabajó con las firmas de Belcourt & Blair, luego como socio de Peter Dickinson Associates y luego planificador de la Expo 67.
Roderick y Enid (de soltera Wheeler) Robbie participaron durante el período de 1956 a 1983 en los movimientos para prohibir el uso de armas atómicas (1950); la creación del  New Party Club en Ottawa (1960); el trabajo electoral del Nuevo Partido Democráctico (1970 y 1980) en Toronto. Enid Robbie murió en su 49.º aniversario de bodas, el 20 de diciembre de 2001. Rod y Enid Robbie tuvieron tres hijas, y un hijo (Karen Hall, Nicola Robbie, Caroline Robbie y Angus Robbie) y cuatro nietos (Victoria Hall, Samantha Robbie-Higgins, Emmanuelle Robbie-Hautin y Raphael Robbie-Hautin).
Rod Robbie murió el 4 de enero de 2012.

## Trabajos

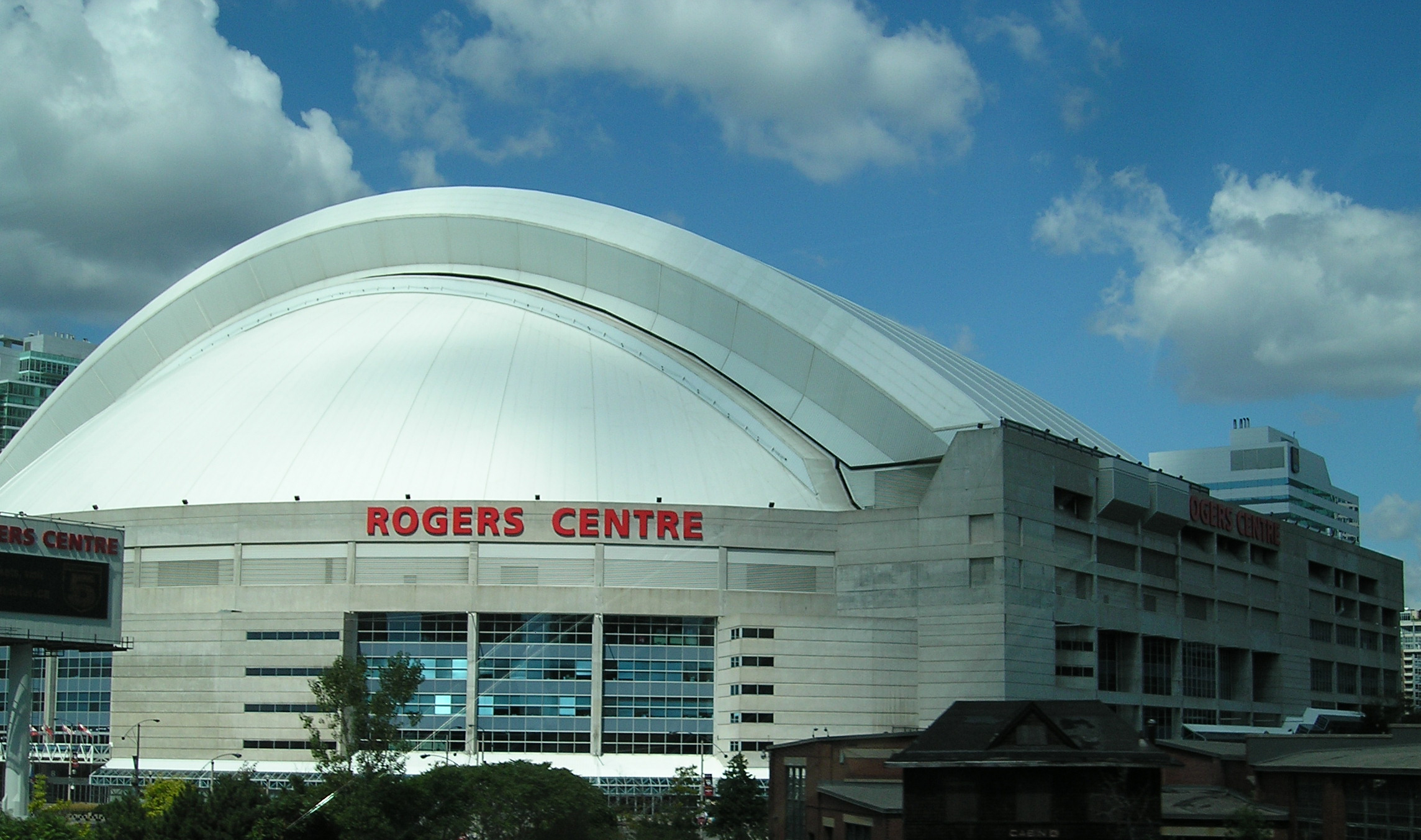
Rogers Centre, Toronto, Ontario.